# 新潟県道302号本高津戸野目線

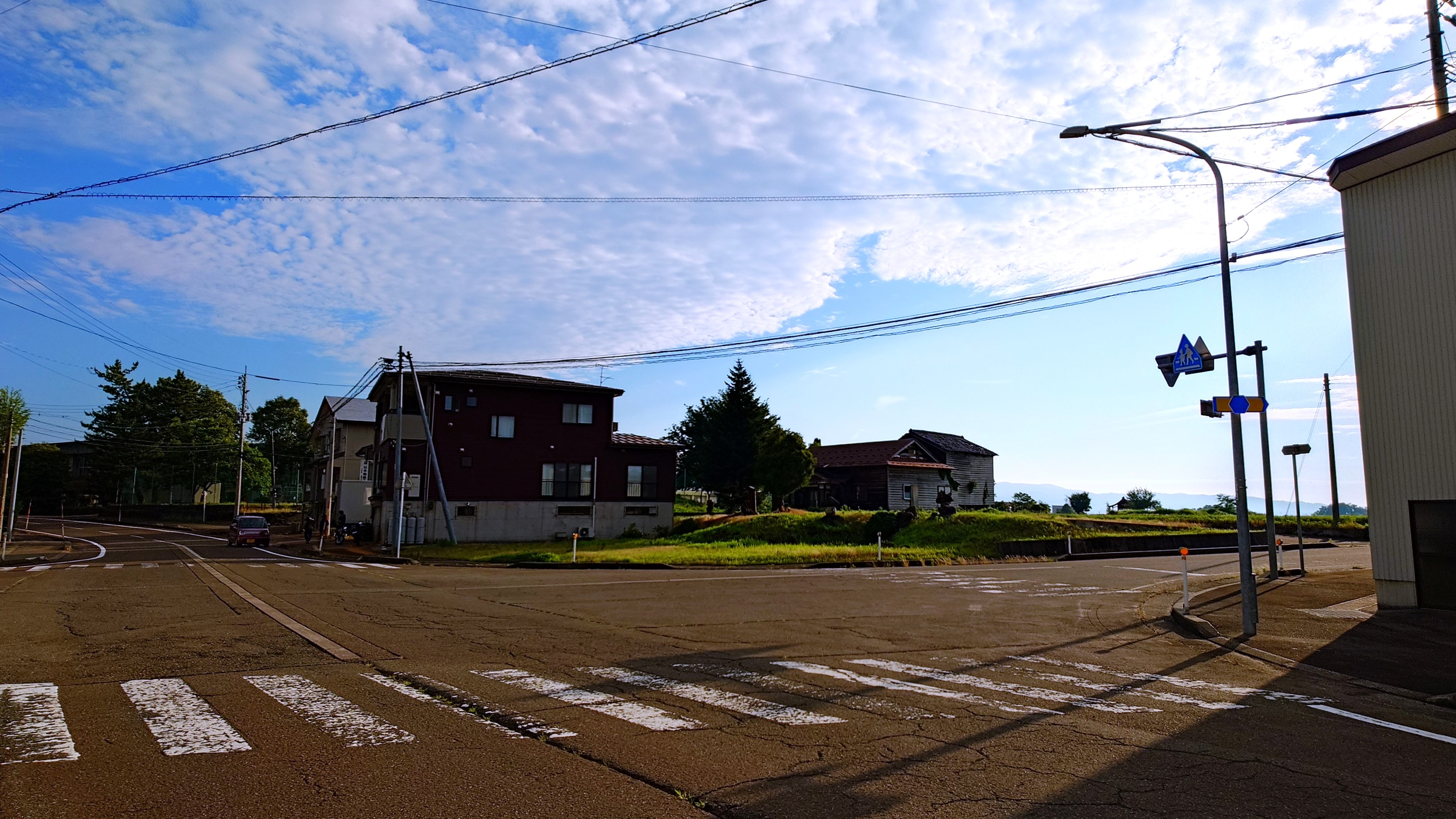
新潟県道302号本高津戸野目線の現道と旧道の分岐

新潟県道302号本高津戸野目線（にいがたけんどう302ごう ほんたかつとのめせん）は、新潟県上越市内を通る一般県道である。

## 概要
全区間が重用区間であり、単独区間が存在しない。そのため管理上は実延長なしの取扱いとなっている。

### 路線データ
- 起点 - 新潟県上越市大字飯田字柳久保1322番4（新潟県道184号三和新井線上）
- 終点 - 新潟県上越市稲田四丁目188番（四ケ所IC、国道18号上新バイパス上）

## 歴史
- 1958年（昭和33年）3月28日 - 県道本高津戸野目線として認定[4]。
- 2015年（平成27年）1月6日 - 経路変更。これにより単独区間が存在しなくなった。

## 路線状況

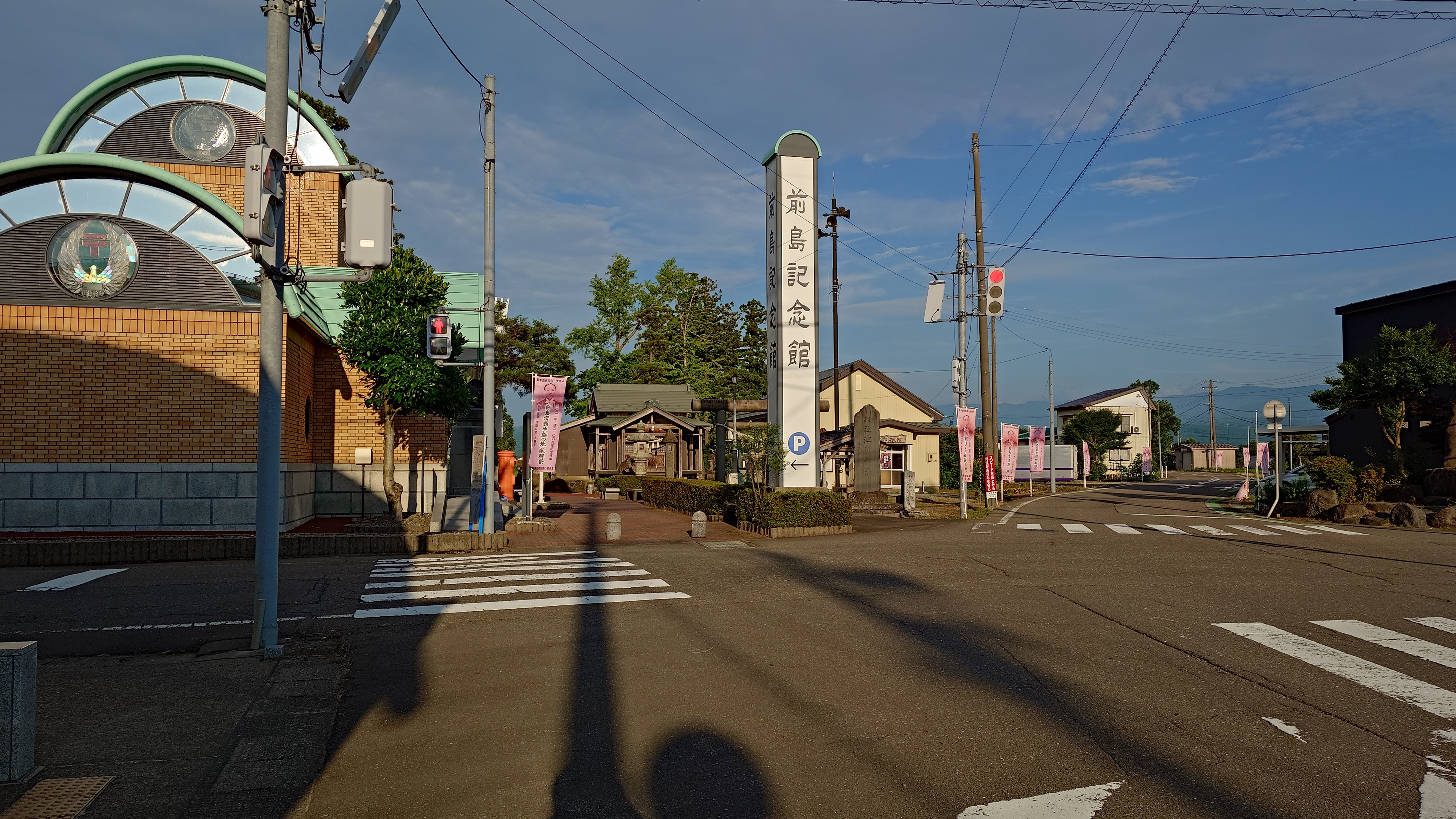
旧道の前島記念館付近

2015年（平成27年）1月6日以後は起点 - 高津交差点間が県道三和新井線、高津交差点 - 鴨島IC間が一般国道405号、鴨島IC - 終点（四ケ所IC ）間が一般国道18号（上新バイパス）に重用する経路となり、単独区間が存在しない。これ以前は終点は上越市大字飯田字土合町1108番1であり、上池部の前島記念館付近を経由する経路を取っていた。現道は概ね片側1車線が確保されているが、旧道は前島記念館付近の前後区間は隘路が続く経路が設定されていた。

## 地理

### 通過する自治体
- 新潟県
  - 上越市

## 主な接続路線
- 国道18号（上越市稲田四丁目188番、四ケ所IC）
- 新潟県道30号新井柿崎線（現道：野尻地内、旧道：劔地内）